# Vostok 2018

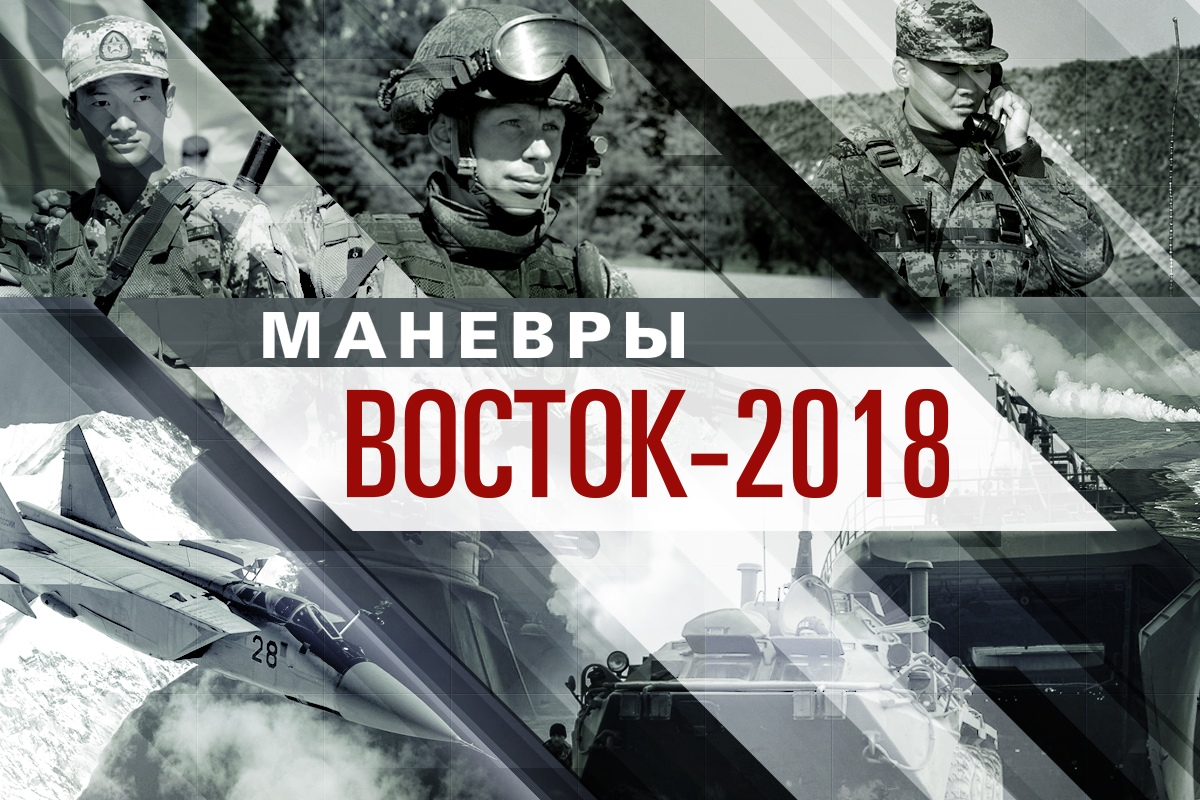
Baner

Vostok 2018 (Ryska: Восток 2018, lit. "Öst 2018" är en storskalig kommande rysk militärövning, som hålls från den 11 till den 15 september 2018, genom hela Sibirien och landets östra del. Övningen kommer att involvera enheter från armén, flygvapnet och marinen.
I slutet av augusti 2018 sa ryska försvarsministern Sergey Shoygu att övningen kommer att vara den största som kommer att hållas i Ryssland sedan "Zapad-81" som Sovjetunionen höll 1981. Zapadövningarna 1981 involverade omkring 100 000 till 150 000 soldater och var de största sovjetiska militära övningarna någonsin. Shoygu rapporterade senare att nästan 300 000 soldater skulle delta i Vostok 2018 tillsammans med 36 000 fordon och 1000 flygplan.
Kina och Mongoliet planerar att delta i Vostok 2018, Folkets befrielsearmé skickar 3200 soldater, mer än 900 stycken markutrustning och 30 flygplan. Peking rapporterade att dess trupper skulle delta i Tsugols övningsområde i Trans-Baikal-regionen. Det kinesiska engagemanget innebär  förbättring  av de kinesiska och ryska militärförbindelserna samt att förhindra kinesisk oro över militära övningar nära gränsen. Den gemensamma övningen kommer också visa att Ryssland inte är militärt isolerat.

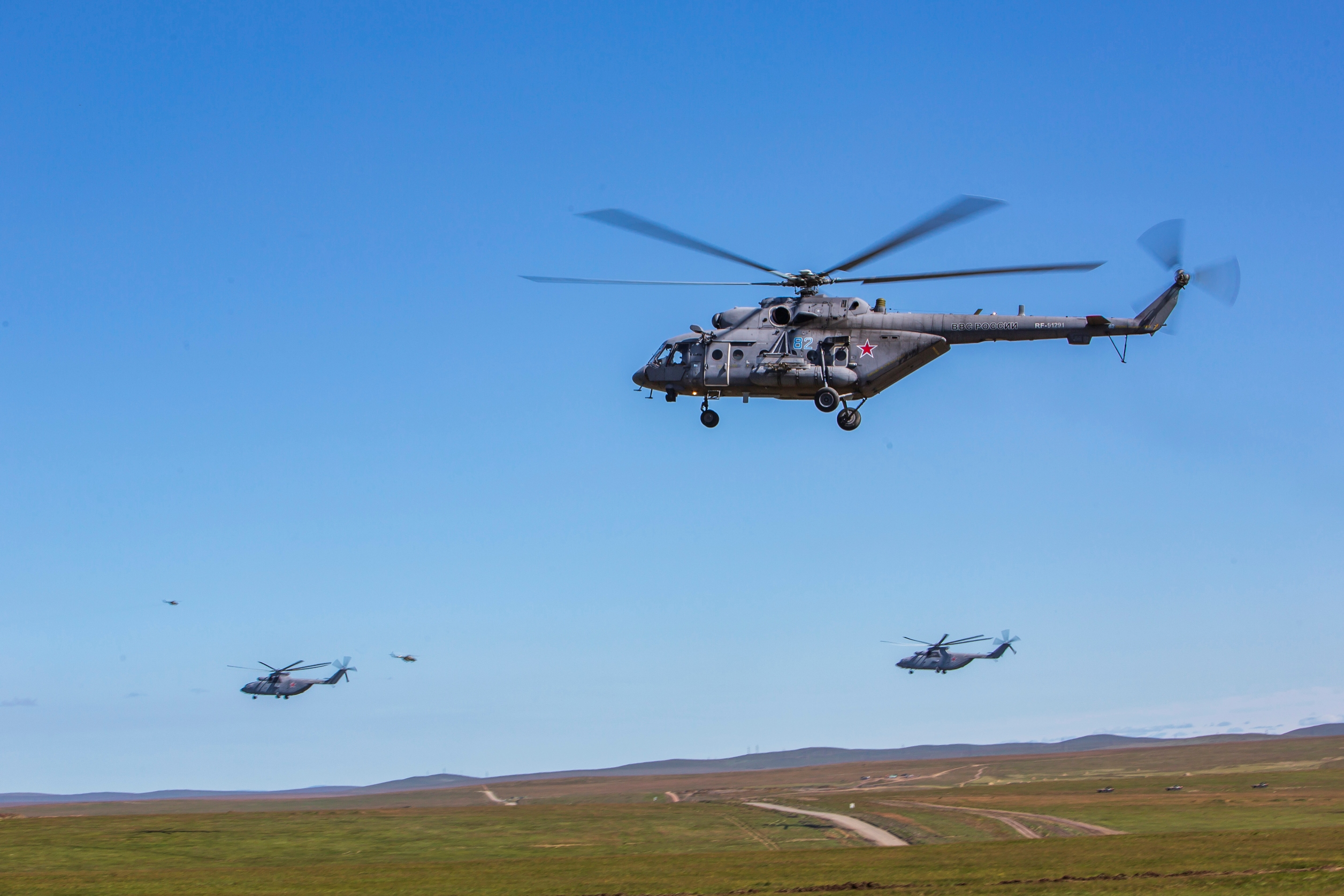
Mil Mi-8
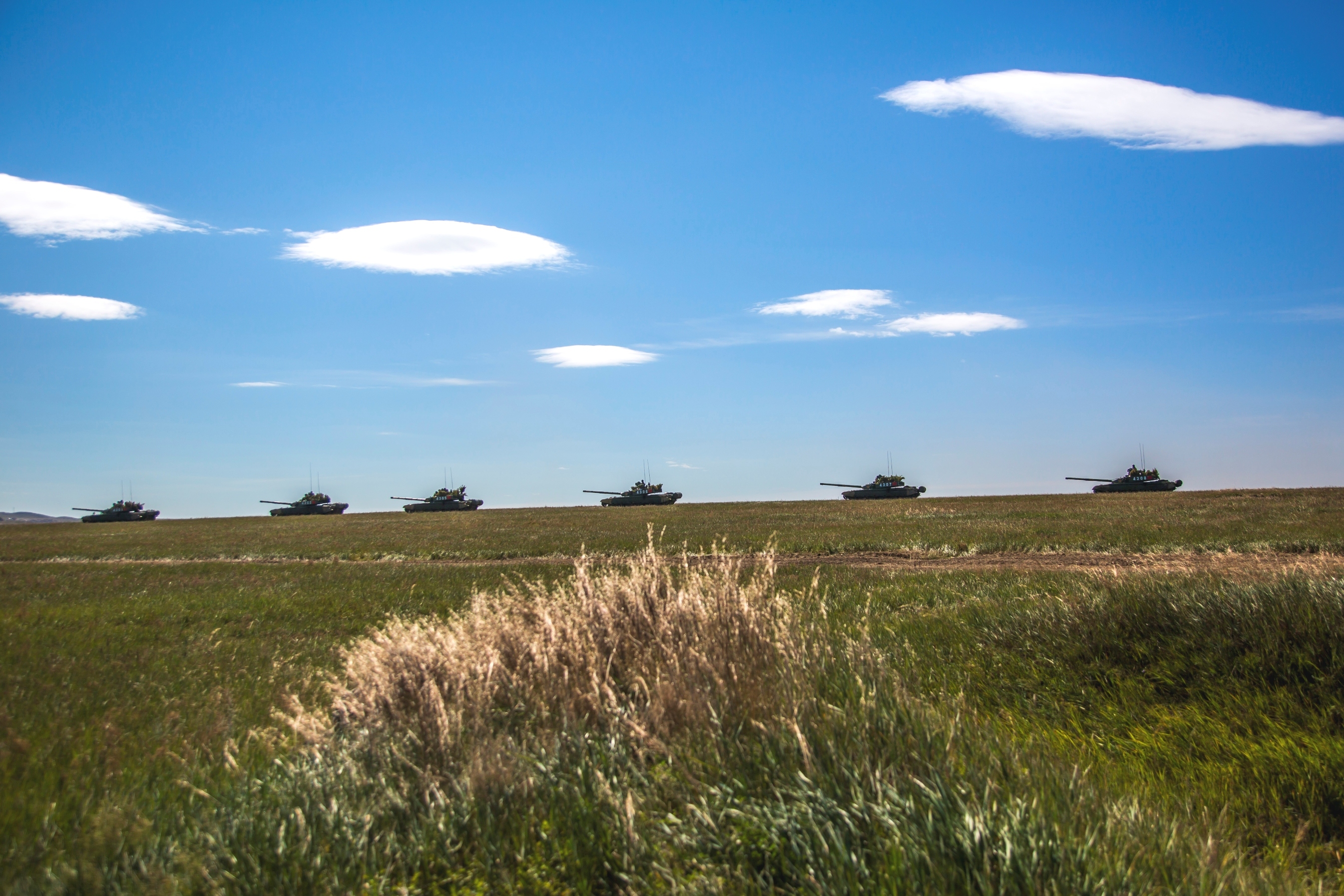
Type-96